# Tramwaje w Kaliszu
Tramwaje w Kaliszu – niezrealizowany system tramwajowy w Kaliszu w Polsce.

## Historia
Pierwsze pomysły budowy na budowę linii tramwajowej w Kaliszu pojawiły się w czasach zaboru rosyjskiego. W lipcu 1900 roku były oficer Michaił Terechow przesłał do prezydenta Kalisza wniosek o budowę wąskotorowej linii tramwajowej z miasta do Szczypiorna, gdzie znajdowało się przejście graniczne z Prusami. Koszt został oszacowany na 140 tys. rubli, jednak Terechow nie dysponował odpowiednimi środkami ani nie zdołał znaleźć inwestorów. Miasto odrzuciło propozycję nie tylko ze względu na brak środków, ale również z powodu zastrzeżeń co do wąskotorowego charakteru linii, braku elektrowni mogącej zasilać elektryczne tramwaje oraz niepewności co do przyszłości budowanej właśnie Kolei Warszawsko-Kaliskiej.
Wkrótce ogłoszono plany budowy tramwaju łączącego nową stację kolejową z centrum miasta (odległość około 2,5 km). W 1901 roku opracowano proponowaną trasę linii tramwajowych: z Tyńca przez centrum, Piskorzewie, Wrocławskie Przedmieście do stacji kolejowej. Koncepcję tę również porzucono, ze względu na inne wyzwania, z jakimi mierzyło się w tym czasie miasto.
Po wybuchu wielkiej wojny i zajęciu miasta przez wojska niemieckie, nowa administracja podjęła decyzję o budowie linii tramwajowej. Sprzyjającą okolicznością była chęć odbudowy miasta na styl niemiecki po jego zburzeniu. W związku z tym, że zniszczenia wojenne objęły centrum, zaplanowanie przebiegu trakcji tramwajowej zostało ułatwione. Na etapie odbudowy podjęto decyzję o poszerzeniu kilku ulic wraz z głównym rynkiem, co miało umożliwić przejazd tramwaju z ulicy Śródmiejskiej na Zamkową z wykorzystaniem przy tym zachodniej pierzei rynku. Poza głównym odcinkiem Zamkowa – Rynek – Śródmiejska zaplanowano również budowę odnóg linii tramwajowych na innych ulicach. W 1916 roku zorganizowano konkurs architektoniczny na odbudowę Kalisza, w którym wytypowane zostały dwa projekty poprowadzenia trakcji przez ulicę Sukienniczą, jednakże plany te zostały odłożone w czasie ze względu na pilną potrzebę odbudowy budynków mieszkalnych z uwagi na zniszczenia wojenne.
Plany budowy linii tramwajowych w Kaliszu nie zostały zrealizowane również przed wybuchem II wojny światowej, ani po niej, jednak udało się wcielić w życie plan poszerzenia rynku wraz z wyburzeniem spalonego w 1914 ratusza oraz przyległych do niego kamienic.

## Obecna sytuacja
W 2005 roku ówczesny prezydent miasta Janusz Pęcherz zaopiniował rozważenia pomysłu budowy sieci tramwajowej w Kaliszu. Jeden z pomysłów na wytrasowanie sieci tramwajowej dotyczy wybudowania jej na odcinku od Hali Arena do ulicy Babina, która stałaby się przeznaczona wyłącznie pod ten rodzaj transportu. Przebieg linii tramwajowej prowadziłby przez osiedle Dobrzec do ulicy Podmiejskiej, z której to ulicą Widok dotarłyby do ulicy Harcerskiej. Tam przebudowanym fragmentem ulicy Kopernika, wybudowanym mostem przez Kanał Rypinkowski oraz Prosnę, dotarłyby przez ulicę Babina w okolice placu Kilińskiego. Długość takiego przebiegu to 3 km. Uwzględniając mniejsze i większe zakręty, nie powinna ona wynieść więcej niż 3,5 km.